# Orlando Pirates SC
El Orlando Pirates SC es un equipo de fútbol de Namibia que juega en la Premier League de Namibia, la máxima categoría de fútbol en el país.

## Historia
Fue fundado en el año 1963 en la localidad de Kakutura, en la capital Windhoek y han sido campeones de liga en dos ocasiones, así como seis títulos de copa, aunque nunca han participado en competiciones internacionales.

## Palmarés
- Premier League de Namibia: 2

1990, 2008
- Copa de Namibia: 3

2002, 2006, 2009
- Copa Mainstay: 2

1978, 1979
- Copa Novel Ford: 1

1989